# Steven Saylor

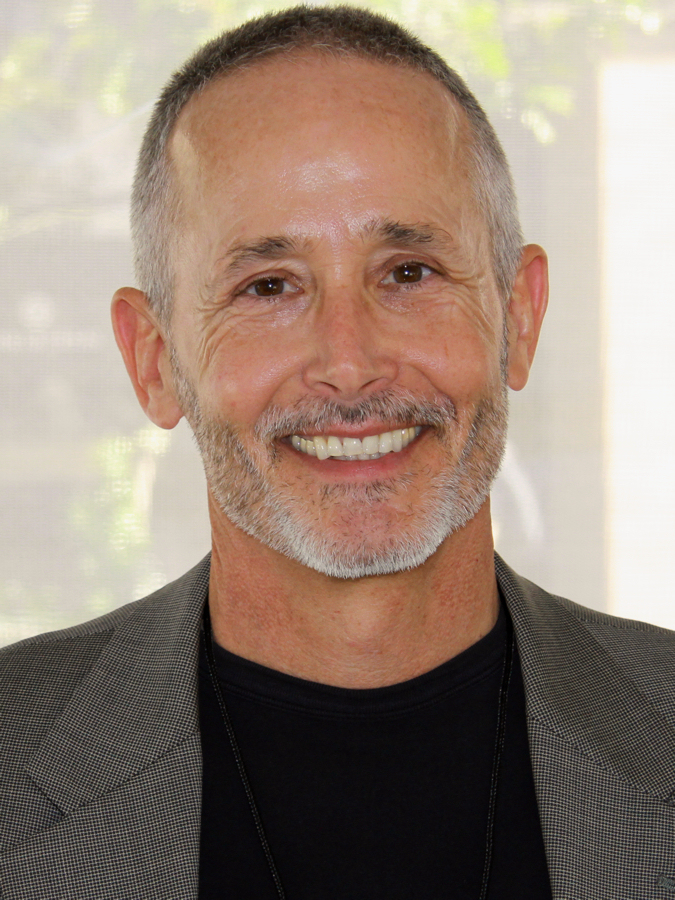
Steven Saylor (2012)

Steven Saylor (* 23. März 1956 in Port Lavaca, Texas) ist ein US-amerikanischer Schriftsteller, der hauptsächlich historische Romane schreibt. Er studierte (mit Abschluss) Geschichte und Klassische Altertumswissenschaft an der University of Texas in Austin.
Obwohl er auch Romane über die texanische Geschichte schrieb, ist er vor allem und im deutschsprachigen Gebiet fast ausschließlich für seine Krimi-Serie Roma Sub Rosa bekannt, die im antiken Rom zur Endzeit der Republik spielt. Protagonist der Romane ist ein „Privatdetektiv“ namens Gordianus (der Sucher, im englischsprachigen Original the Finder, der Finder), den Saylor u. a. Sulla, Cicero, Caesar und Kleopatra treffen lässt. Für den Roman Catilina’s Riddle erhielt er 1994 den Lambda Literary Award in der Kategorie Gay men’s mystery. Für seinen 1999 erschienenen Roman Rubicon (dt. Kein Zurück vom Rubikon) zeichnete ihn im Jahr 2000 die The Historical Mystery Appreciation Society (HMAS) mit dem Herodotus Award in der Kategorie Bester historischer US-Roman aus. Das schwedische Kriminalmagazin Jury verlieh Saylor im Jahr 2004 den Flintyxan als besten historischen Kriminalroman für Romarblod (Original: Roman Blood, dt. Das Lächeln des Cicero).
Vor seinen historischen Romanen schrieb und veröffentlichte er erotische Literatur unter dem Pseudonym Aaron Travis.

## Werke (Auswahl)
Gordianus-Reihe (chronologisch-historisch geordnet)
1. The Seven Wonders. A Novel of the Ancient World. Minotaur Books, New York 2012, ISBN 978-0-312-35984-3
2. Das Lächeln des Cicero. Ein Krimi aus dem alten Rom (Roman Blood). Goldmann, München 1995, ISBN 3-442-42949-8.
3. The House of the Vestals. The investigations of Gordianus the finder. St. Martin's Press, New York 1997, ISBN 0-312-15444-5  (Erzählungen; Inhalt: Death wears a mask, The tale of the Treasure House, A will is a way, The Lemures, Little Caesar and the pirates, The disappearance of the Saturnalia Silver, King Bee and honey, The Alexandrian cat, The house of the vestals, The life and times of Gordianus the finder).
4. A Gladiator Dies Only Once. The further investigations of Gordianus the finder. St. Martin's Press, New York 2005, ISBN 0-312-27120-4 (Erzählungen; Inhalt: The consul's wife, If a cyclop could vanish in the blink of an eye, The white fawn, Something fishy in Pompeii, Archimede's tomb, Death by Eros, A fladiator dies only once, Poppy and the poisoned cake, The cherries of Lucullus, The life and times of Gordianus the finder).
5. Die Pforten des Hades. Ein Krimi aus dem alten Rom (Arms of Nemesis). Goldmann, München 1995, ISBN 3-442-43175-1.
6. Das Rätsel des Catilina. Ein Krimi aus dem alten Rom (Catilina’s Riddle). Goldmann, München 1996, ISBN 3-442-43389-4.
7. Römischer Lorbeer. Ein Krimi aus dem alten Rom (The Venus Throw). Goldmann, München 1997, ISBN 3-442-43611-7.
8. Mord auf der Via Appia. Ein Krimi aus dem alten Rom (A Murder on the Appian Way). Goldmann, München 1998, ISBN 3-442-43914-0.
9. Kein Zurück vom Rubikon. Ein Krimi aus dem alten Rom (Rubicon). Weltbild-Verlag, Augsburg 2006, ISBN 3-89897-331-X.
10. Last Seen in Massilia. St. Martin’s Minotaur, New York 2000, ISBN 0-312-20928-2.
11. A Mist of Prophecies. St. Martin’s Minotaur, New York 2002, ISBN 0-312-27121-2.
12. The Judgement of Caesar. St. Martin’s Minotaur, New York 2004, ISBN 0-312-27119-0.
13. The Triumph of Caesar. St. Martin’s Minotaur, New York 2008, ISBN 978-0-312-35983-6.

Andere Romane
- A Twist at the End. A Novel of O. Henry. Simon & Schuster, New York 2000, ISBN 0-684-85681-6.
- Have You Seen Dawn? Simon & Schuster, New York 2003, ISBN 0-7432-1366-1.
- Roma. The Epic Novel of Ancient Rome. St. Martin’s Press, New York 2007, ISBN 978-0-312-32831-3.
- Empire. The Novel of Imperial Rome. St. Martin’s Press, New York 2010, ISBN 978-0-312-38101-1.